# Hans Bengtsson Selling
Hans Bengtsson Selling, död 22 september 1688 i Stockholm, var en svensk hovguldsmed.
Han var son till guldsmeden Bengt Olofsson och Ingeborg Hansdotter och från 1668 gift med Elisabeth Pauser. Selling blev hovguldsmed i Stockholm 1667 och mästare 1676 och har blivit mest känd för det silverbokband som han på Magnus Gabriel De la Gardies beställning utförde till Codex argenteus efter en skiss av David Klöcker Ehrenstrahl. Det tillverkade bokbandet visar ett av det förnämsta exemplaret av svenskt bokband som framställts och att Selling ägde en aktningsvärd förmåga att utföra drivet arbete. Bland hans övriga arbeten märks en nattvardskanna för Danvikens kyrka som har gjutna figurreliefer utanpå den släta förgyllda kannan och smalare girlanger runt locket och foten.